# Kansas City Chiefs 1963
La stagione 1963 dei Kansas City Chiefs è stata la quarta della franchigia nell'American Football League e la prima dal trasferimento a Kansas City. Malgrado l'essere campioni in carica, i Chiefs terminarono con un record di 5–7–2 nel 1963, terzi nella Western  division. La squadra rimase per due mesi senza vincere a metà stagione e rimase fuori dalla corsa ai playoff a metà novembre; chiudendo poi con tre vittorie consecutive in casa con una platea in diminuzione.
Nelle tre stagioni precedenti, la squadra era conosciuta come Dallas Texans. Il proprietario e fondatore Lamar Hunt la trasferì dopo la vittoria del campionato AFL del 1962. Malgrado il grande successo a Dallas, Texas, la città non poteva sostenere due franchigie professionistiche (gli altri erano i Dallas Cowboys della NFL). Il club cambiò denominazione in Kansas City Chiefs e si trasferì al Municipal Stadium accanto alla squadra di baseball dei Kansas City Athletics.

## Calendario
| Stagione regolare |              | | | | | |
| Turno             | Data         | Avversario                                                                                                   | Risultato | Record | Stadio | Pubblico |
| 1                 | 7 settembre  | at Denver Broncos                                                                                            | V, 59–7 | 1–0–0 | Bears Stadium                                                                                                | 21,115 |
| 2                 | 15 settembre | Settimana di pausa                                                                                           | Settimana di pausa                                                                                           | Settimana di pausa                                                                                           | Settimana di pausa                                                                                           | Settimana di pausa                                                                                           |
| 3                 | 22 settembre | at Buffalo Bills                                                                                             | P, 27–27 | 1–0–1 | War Memorial Stadium                                                                                         | 33,487 |
| 4                 | 29 settembre | at San Diego Chargers                                                                                        | S, 24–10 | 1–1–1 | Balboa Stadium                                                                                               | 22,654 |
| 5                 | 6 ottobre    | Houston Oilers                                                                                               | V, 28–7 | 2–1–1 | Municipal Stadium                                                                                            | 27,801 |
| 6                 | 13 ottobre   | Buffalo Bills                                                                                                | S, 26–35 | 2–2–1 | Municipal Stadium                                                                                            | 25,519 |
| 7                 | 20 ottobre   | San Diego Chargers                                                                                           | S, 17–38 | 2–3–1 | Municipal Stadium                                                                                            | 30,107 |
| 8                 | 27 ottobre   | at Houston Oilers                                                                                            | S, 7–28 | 2–4–1 | Jeppesen Stadium                                                                                             | 26,331 |
| 9                 | 3 novembre   | at Oakland Raiders                                                                                           | S, 7–10 | 2–5–1 | Frank Youell Field                                                                                           | 18,919 |
| 10                | 8 novembre   | Oakland Raiders                                                                                              | S, 7–22 | 2–6–1 | Municipal Stadium                                                                                            | 24,897 |
| 11                | 17 novembre  | at Boston Patriots                                                                                           | P, 24–24 | 2–6–2 | Fenway Park                                                                                                  | 17,270 |
|                   | 24 novembre  | Tutto il calendario della AFL fu spostato avanti di una settimana a causa dell'Assassinio di John F. Kennedy | Tutto il calendario della AFL fu spostato avanti di una settimana a causa dell'Assassinio di John F. Kennedy | Tutto il calendario della AFL fu spostato avanti di una settimana a causa dell'Assassinio di John F. Kennedy | Tutto il calendario della AFL fu spostato avanti di una settimana a causa dell'Assassinio di John F. Kennedy | Tutto il calendario della AFL fu spostato avanti di una settimana a causa dell'Assassinio di John F. Kennedy |
| 12                | 1º dicembre  | at New York Jets                                                                                             | S, 0–17 | 2–7–2 | Polo Grounds                                                                                                 | 18,824 |
| 13                | 8 dicembre   | Denver Broncos                                                                                               | V, 52–21 | 3–7–2 | Municipal Stadium                                                                                            | 17,443 |
| 14                | 14 dicembre  | Boston Patriots                                                                                              | V, 35–3 | 4–7–2 | Municipal Stadium                                                                                            | 12,598 |
| 15                | 22 dicembre  | New York Jets                                                                                                | V, 48–0 | 5–7–2 | Municipal Stadium                                                                                            | 12,202 |

## Classifiche
| AFL Western Division |    |    |   |      |     |     |     |     |
|                      | V  | S  | P | %    | DIV | PF  | PS  | STR |
| San Diego Chargers   | 11 | 3  | 0 | .786 | 3–3 | 399 | 255 | V2  |
| Oakland Raiders      | 10 | 4  | 0 | .714 | 6–0 | 363 | 282 | V8  |
| Kansas City Chiefs   | 5  | 7  | 2 | .417 | 2–4 | 347 | 263 | V3  |
| Denver Broncos       | 2  | 11 | 1 | .154 | 1–5 | 301 | 473 | S7  |

Nota: I pareggi non venivano conteggiati ai fini della classifica fino al 1972.